# Тихоокеанский центр стихийных бедствий
Тихоокеанский центр стихийных бедствий (англ. Pacific Disaster Center, PDC) — американский федеральный прикладной научный, информационный и технологический центр, расположенный на Гавайях. Работает над снижением рисков стихийных бедствий и уменьшением их негативных последствий для жизни, здоровья, имущества и экономики по всему миру.
В PDC работает около 40 сотрудников. Центр располагается на гавайском острове Мауи в отдельном здании на территории Научно-исследовательского парка Мауи в местечке Кихеи. Годовой бюджет центра составляет более $6 миллионов. Бюджет формируется за счёт отчислений конгресса США, а также дополнительных контрактов и грантов со всего Азиатско-Тихоокеанского региона.
Тихоокеанский центр стихийных бедствий на основании данных из различных источников разрабатывает карты распространения цунами, планы эвакуации во время цунами, карты наводнений и т.п.

## История
Тихоокеанский центр стихийных бедствий был создан Конгрессом США в 1992 году после того как ураган Иники принёс серьёзные разрушения на гавайский остров Кауаи. Центр начал функционировать в 1996 году на острове Мауи. Изначально Тихоокеанский центр стихийных бедствий создавался для использования информационных ресурсов для смягчения последствий стихийных бедствий на Гавайях. Большое внимание уделялось быстроте обеспечения информацией для принятия правильных решений.
В первые годы PDC разрабатывал различные приложения и веб-инструменты для использования профессионалами и широкой общественностью при ликвидации последствий стихийных бедствий. Эти приложения использовались и другими организациями и странами, а также вооруженными силами США, работающими в странах Карибского бассейна и для гуманитарной деятельности в Афганистане в 2002 году. Серьезная информационная и технологическая поддержка оказывалась во время урагана Хмена, обрушившегося на Гавайи, во время наводнений и оползней в Американском Самоа и многочисленных пожаров на Мауи. В период 2004—2005 годов, PDC предоставлял широкий спектр поддержки странам, пострадавшим от землетрясения и цунами в Индийском океане 26 декабря 2004 года, установив партнерские отношения.
PDC обеспечивает 10 членов Ассоциации государств Юго-Восточной Азии (АСЕАН) информацией о возможных  стихийных бедствиях (DISCNet); делится информацией о возможных землетрясения на Гавайях и предоставляет атлас землетрясений; сотрудничает с Центром вычислений Мауи, разрабатывающего интерактивный интерфейс на основе карт для создания базы данных океана; создаёт систему рейтинга пожаров для Гавайях, отображающего как лесные пожары, так и другие виды пожаров; разрабатывает цифровую, геопространственную базу данных возможных стихийных бедствий на Гавайях.